# ジュレイモン
ジュレイモンはデジタルモンスターシリーズに登場する架空の生命体・デジタルモンスターの一種。

## 概要
初登場はデジモンワールド。デジモンペンデュラム4では異なったデザインで登場し、以降定着した。

## 種族としてのジュレイモン
樹海の主と呼ばれ長い年月を生き知識を貯えた植物型デジモン。その知性は高いが性格は凶悪で、幻覚で誘い込んだデジモンを栄養分にしてしまう。

### 基本データ
- 世代/完全体
- タイプ/植物型
- 属性/ウィルス
- 必殺技/チェリーボム
- 得意技/イリュージョンミスト
- 勢力/ウィンドガーディアンズ・ジャングルトルーパーズ

### 亜種・関連種・その他
- ウッドモン
- ピノッキモン

## 登場人物としてのジュレイモン
- デジモンワールド - ミスティツリーズに住む森の長老（NPC）。話しかけるとミスティツリーズ内の霧を晴らして「おもちゃの町」への道を開いてくれるほか、ここでしか受けられない特殊トレーニング「森の教え」のコーチも務める。本作品では、とぼけた顔をした心優しい好々爺として登場しており、後の「ジュレイモン」とは設定やデザインが異なる。
- デジモンアドベンチャー - ピノッキモンの従者として登場。ヤマトの心に付け入りメタルガルルモンとウォーグレイモンが戦い合うきっかけとなる。部下との信頼関係が破綻しているピノッキモンの数少ない忠実な部下で、警告としてピノッキモンに足りない物を教えようとするが、逆に逆鱗に触れブリットハンマーの一撃によって抹殺されてしまう。結局彼の忠告は現実のものとなりピノッキモンは敗れることとなった。
- デジモンアドベンチャー02 - ニューヨークに出現。クリスマスツリーを敵と勘違いして興奮して暴走した。大輔たちの活躍によってデジタルワールドに送還される。
- デジモンテイマーズ - クルモンによってウッドモンが進化した。
- デジモンフロンティア - 第26話に登場。木のエリアで純平と戦闘する。
- デジモンアドベンチャーVテイマー01 - 天空のタグを護る完全体。メガドラモンとのジョグレスでデスモンに進化した。
- デジモンセイバーズ - 第14話、第28話に登場。
- デジモンゴーストゲーム - 第16話に登場。